# Agios Andreas

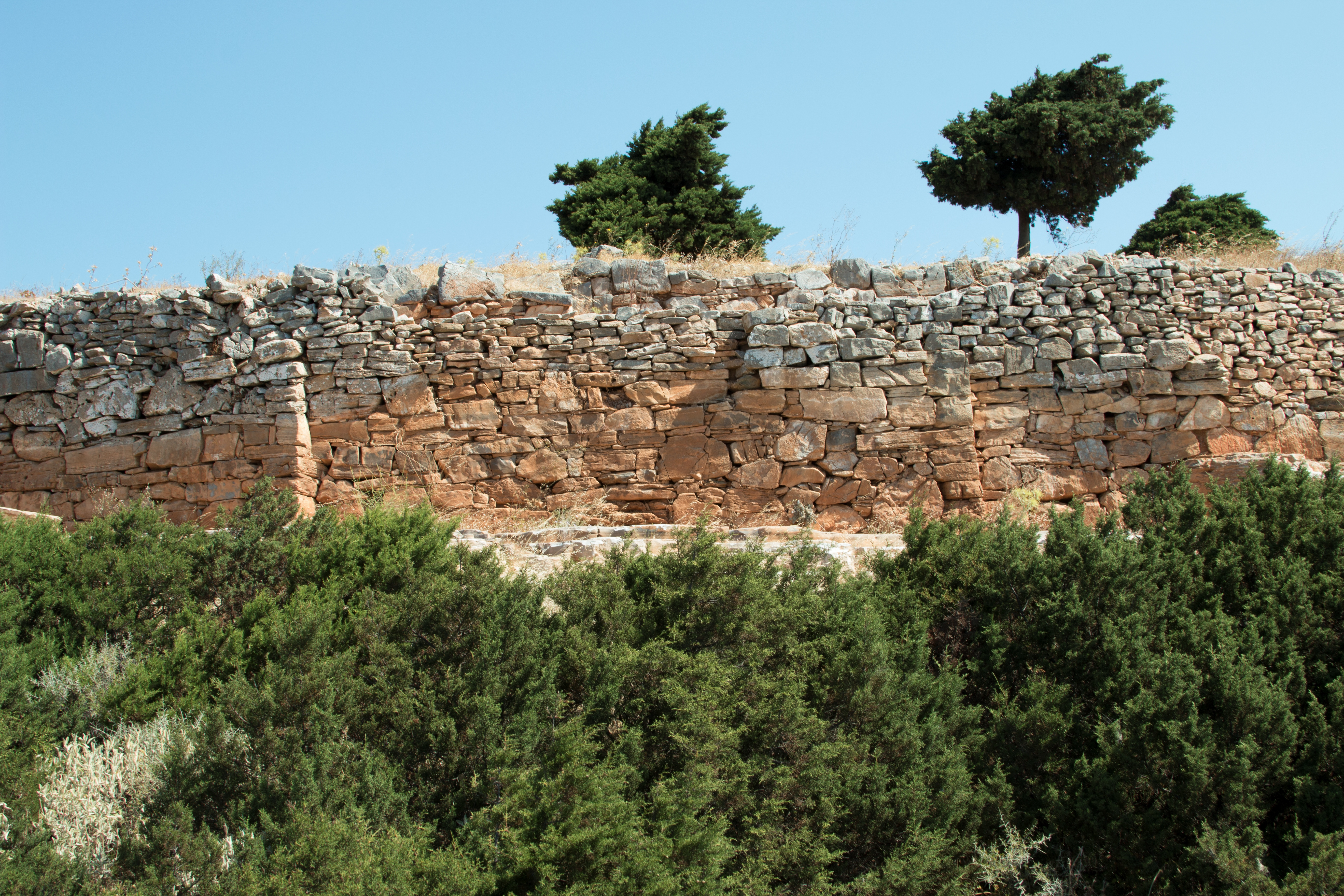
Parte de la muralla micénica del yacimiento arqueológico.

Agios Andreas (en griego, Άγιος Ανδρέας) es un yacimiento arqueológico de la isla de Sifnos (Grecia). Está situado en una colina en cuya cima se encuentra una iglesia de San Andrés.
En este yacimiento se ha excavado una muralla micénica reforzada con ocho torres rectangulares del siglo XII a. C. También se han hallado muros y torres de fortificación del periodo geométrico. Estas fortificaciones protegían una acrópolis en cuyo interior se han hallado los restos de cinco edificios, de los que al menos uno fue construido en época micénica, y los otros parecen haber sido utilizados en el siglo VIII a. C.
El lugar ya fue investigado desde 1899 por Christos Tsountas pero las excavaciones fueron realizadas entre 1970 y 1980 por un equipo dirigido por Varvara Filippaki.
Para albergar los objetos encontrados en el área se construyó junto a este yacimiento una pequeña casa que es la sede de un museo arqueológico.
En 2012, este sitio arqueológico fue uno de los ganadores de los premios al patrimonio cultural en la categoría de conservación otorgados por Europa Nostra.